# Paul Levitz
Paul Levitz (nascido em 21 de Outubro de 1956) é um escritor de Histórias em Quadrinhos e executivo. Foi presidente da DC Comics, a mais antiga companhia de quadrinhos dos Estados Unidos, entre 2002 e 2009. Ele fora anteriormente escritor, editor, vice presidente e vice presidente executivo na DC. Após sair do cargo de presidência da editora, atualmente exerce as funções de editor colaborador, consultor ativo e roteirista freelancer. Também está responsável por escrever a Adventure Comics vol. 2.